# 테레즈 라캥

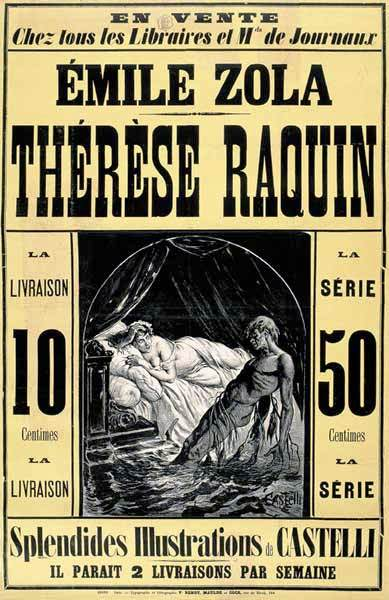

《테레즈 라캥》(프랑스어: Thérèse Raquin)은 프랑스 작가 에밀 졸라의 1868년 소설로, 처음에는 1867년 문예지 《라르티스트》에 연재되었다. 이 작품은 졸라의 세 번째 소설이었으나, 처음으로 널리 명성을 얻은 작품이다. 소설 속 간통과 살인은 스캔들로 여겨졌으며, 신문 《르 피가로》의 서평에서 "부패한 것"이라고 악명 높게 평가받았다.
《테레즈 라캥》은 선의를 가진 것처럼 보이지만 여러 면에서 매우 이기적인 이모에 의해 사촌과 원치 않는 결혼을 하게 된 한 젊은 여성의 이야기를 들려준다. 테레즈의 남편 카미유는 병약하고 자기중심적이며, 기회가 찾아왔을 때 테레즈는 카미유의 친구인 로랑과 격정적이고 불순한 불륜 관계에 빠진다.
서문에서 졸라는 이 소설에서 자신의 목표가 "성격이 아닌 기질을 연구하는 것"이라고 설명한다. 이러한 초연하고 과학적인 접근 방식 때문에 《테레즈 라캥》은 자연주의의 대표작으로 여겨진다.
《테레즈 라캥》은 1873년 졸라 본인이 쓴 연극으로 처음 각색되었다. 이후 영화, TV 미니시리즈, 뮤지컬, 오페라 등 다양한 형태로 여러 차례 각색되었다.

## 줄거리
테레즈 라캥은 프랑스 해군 장교와 알제리인 어머니 사이에서 태어났다. 어머니가 사망한 후, 아버지는 테레즈를 이모인 라캥 부인과 병약한 아들 카미유에게 맡긴다. 카미유가 "매우 아프다"는 이유로 라캥 부인은 그를 지나치게 응석받이로 키웠고, 이로 인해 카미유는 매우 이기적으로 자랐다. 카미유와 테레즈는 나란히 자라났고, 테레즈가 21세가 되었을 때 라캥 부인은 둘을 결혼시킨다. 얼마 지나지 않아 카미유는 자신의 경력을 쌓기 위해 가족이 파리로 이주할 것을 결정한다.
테레즈와 라캥 부인은 카미유가 직장을 구하는 동안 생계를 꾸리기 위해 퐁뇌프 아케이드에 가게를 연다. 카미유는 결국 오를레앙 철도회사에 취직하게 되고, 그곳에서 어린 시절 친구인 로랑을 만난다. 로랑은 라캥 가를 방문하게 되고, 카미유의 초상화를 그리는 동안 외로운 테레즈와 불륜을 꿈꾸게 된다. 주로 더 이상 매춘부를 찾을 돈이 없어졌기 때문이었다.
곧 둘은 격정적인 불륜 관계에 빠진다. 둘은 정기적으로 테레즈의 방에서 은밀히 만난다. 얼마 후 로랑의 상사가 더 이상 일찍 퇴근하는 것을 허락하지 않자, 이 연인은 새로운 방법을 찾아야만 했다. 테레즈는 카미유를 살해하자는 생각을 제안하고, 둘은 결혼해서 영원히 함께할 수 있다는 생각에 심취하게 된다. 카미유만이 둘 사이의 유일한 장애물처럼 보였다. 결국 둘은 보트 여행 중에 카미유를 익사시키지만, 저항하는 과정에서 카미유는 로랑의 목을 물어뜯는다. 라캥 부인은 아들의 실종 소식을 듣고 큰 충격에 빠진다. 모두가 익사는 사고였으며 부부가 실제로 카미유를 구하려 했다고 믿는다. 로랑은 여전히 카미유가 정말로 죽었는지 확신하지 못해 시신 안치소를 자주 방문하는데, 불편함을 느끼면서도 계속 방문하다가 마침내 시신을 발견한다. 테레즈는 점점 더 초조해지고 악몽에 시달리며, 이전에는 차분하고 안정적이었던 로랑도 불안해진다. 서로에 대한 감정은 크게 변하지만, 여전히 의심을 피해 결혼하여 자신들의 행동에 대한 보상을 얻으려는 계획을 세운다. 테레즈는 가족과 지인들 앞에서 매우 조용히 행동하고 로랑은 공개적으로 그녀에 대한 깊은 관심과 배려를 보여주어, 가족의 단골 방문객인 미쇼는 테레즈가 재혼해야 하며 로랑이 이상적인 남편감이라고 결정한다.
둘은 마침내 결혼하지만 살인의 기억에 시달린다. 로랑의 물린 상처는 둘 모두에게 끊임없는 상기물이 된다. 매일 밤 침대에서 죽은 카미유의 환영을 보게 되어 서로를 만질 수도 없게 되고, 이로 인해 점점 더 미쳐간다. 둘은 시신의 환영을 없애기 위해 필사적으로 열정을 되살리려 하고(또한 물린 상처를 '치유'하려 하고) 서로를 혐오하는 감정 사이에서 왔다 갔다 한다. 이전에는 재능 없는 화가였던 로랑이 갑자기 놀라운 재능과 기술을 발휘하게 되지만, 더 이상 (풍경화조차도) 어떤 식으로든 죽은 사람을 닮지 않은 그림을 그릴 수 없게 된다. 이에 구역질을 느낀 그는 예술을 포기한다. 또한 둘은 카미유의 죽음 이후 뇌졸중을 앓게 된 라캥 부인을 돌봐야만 한다. 그녀는 두 번째 뇌졸중으로 완전히 마비가 되고(눈만 제외하고), 이후 테레즈와 로랑은 수많은 말다툼 중 하나에서 우연히 라캥 부인 앞에서 살인 사실을 밝히게 된다.
이전에는 지극히 행복했던 라캥 부인은 이제 분노와 혐오, 공포로 가득 차게 된다. 어느 날 저녁 친구들과 도미노 게임을 하던 중, 라캥 부인은 극도의 의지력으로 손가락을 움직여 탁자 위에 글자를 쓴다. "테레즈와 로랑이...". 완성하려던 문장은 "테레즈와 로랑이 카미유를 죽였다"였다. 하지만 이 순간 그녀의 힘이 다해 사람들은 "테레즈와 로랑이 나를 잘 돌봐준다"라고 해석한다.
테레즈와 로랑은 함께 사는 삶이 참을 수 없게 된다. 로랑은 테레즈를 때리기 시작하는데, 이는 테레즈가 자신의 삶에서 벗어나기 위해 일부러 유발하는 것이다. 테레즈는 라캥 부인이 자신을 용서했다고 스스로를 설득하고 마비된 여인의 발치에서 그녀에게 입맞춤을 하고 기도하는 데 수많은 시간을 보낸다. 부부는 카미유와 그의 죽음의 책임이 누구에게 있는지에 대해 거의 끊임없이 다투어서, 끝없는 깨어있는 악몽 속에서 살아간다. 둘은 서로를 살해하려는 무모한 계획을 세우게 된다. 소설의 클라이맥스에서, 서로를 죽이려는 찰나에 각자의 계획을 알아차린다. 둘은 다음에 무엇을 해야 할지 묵묵한 합의 속에서 흐느끼며 무너진다. 마지막 포옹을 나눈 후, 로랑이 준비한 독약을 마시고 자살하는데, 이 모든 것이 증오로 가득 찬 라캥 부인의 지켜보는 시선 앞에서 일어난다.

## 등장인물
- 테레즈 라캥 - 작품의 주인공이자 카미유의 아내이며, 라캥 부인의 오빠와 정체불명의 아프리카 여성 사이에서 태어난 고아이다.

- 카미유 라캥 - 테레즈의 남편이자 사촌이다.

- 라캥 부인 - 카미유의 어머니이자 테레즈의 고모다. 가족을 부양하기 위해 가게 주인으로 일한다.

- 로랑 - 카미유의 어린 시절 친구이자 직장 동료로, 테레즈를 유혹한다.

- 미쇼 - 경찰청장이자 라캥 부인의 친구이다.

- 올리비에 - 미쇼의 아들로 경찰청에서 일한다.

- 쉬잔 - 올리비에의 아내이다.

- 그리베 - 카미유가 일하는 오를레앙 철도회사의 나이 든 직원이다.

- 프랑수아 - 라캥 가의 고양이이다.

## 문학적 중요성과 수용
《테레즈 라캥》은 일반적으로 졸라의 첫 주요 작품으로 평가받는다. 1867년 출간 당시 《테레즈 라캥》은 졸라에게 상업적, 예술적 성공을 가져다주었고, 이로 인해 1868년 단행본으로 재출간되었다. 비평가 루이 윌바크(필명: 페라구스)가 《르 피가로》지에 실은 긴 비난문에서 《테레즈 라캥》을 "부패한 것"이라고 부르면서 추가적인 주목을 받게 되었다. 졸라는 이를 홍보에 활용했으며 제2판 서문에서 이를 언급했다.
졸라의 책은 제임스 M. 케인의 1934년 소설 《우편배달부는 벨을 두 번 울린다》에 분명한 영감을 주었는데, 서로 비슷한 줄거리를 가지고 있다.

## 각색 작품

### 연극
졸라는 이 소설을 연극 《테레즈 라캥》으로 각색했으며, 1873년 처음 무대에 올려졌다. 런던에서는 대법관 사무소가 공연 허가를 거부했기 때문에 독립 극장 협회의 후원 하에 1891년에야 공연되었다.
졸라의 연극 무대 공연은 다음과 같다.
- 2006년 런던 로열 내셔널 시어터 공연, 니콜라스 라이트가 각색
- 2007년 피츠버그 퀀텀 시어터의 니콜라스 라이트 각색본 공연; 브래독 카네기 무료 도서관의 빈 수영장에서 공연
- 2008년 런던 리버사이드 스튜디오 공연, 폴린 맥린이 각색
- 2009년 에든버러 프린지 페스티벌 공연, 첼튼엄 레이디스 칼리지 학생들이 공연(피오나 로스 각색)
- 2014년 배스에서 시작된 순회공연, 헬렌 에드먼슨이 각색
- 2014년 호주 멜버른 시어터 웍스 공연; 게리 에이브러햄스가 각색 및 연출
- 2015년 뉴욕시 스튜디오 54의 라운드어바우트 시어터에서 에드먼슨 각색본 공연[5]
- 2017년 게리 에이브러햄스의 2014년 각색본으로 호주 전국 순회공연 재연

작곡가 마이클 피니시가 이 소설을 바탕으로 오페라를 작곡했다. 또 다른 오페라로는 토비아스 피커의 《테레즈 라캥》이 2000년에 초연되었다.
이 소설은 해리 코닉 주니어가 작곡한 브로드웨이 뮤지컬 《너는 하지 말지어다》로 제작되었다.
찰스 러드램의 연극 《인공 정글》은 제임스 M. 케인의 하드보일드 범죄 소설 스타일로 쓰인 이 소설의 각색 작품이었다.
닐 벨은 이 소설을 같은 제목의 연극으로 각색했다. 1991년 12월 3일 뉴욕 대학교 플레이라이츠 호라이즌 극장 학교에서 에드워드 엘레프테리온이 연출하고 케이티 베인브리지가 주연을 맡아 처음 공연되었다. 첫 전문 공연은 1993년 6월 30일 윌리엄스타운 극장 페스티벌에서 마이클 그레이프가 연출하고 린 홀리가 테레즈 역을 맡아 이루어졌다. 1994년 7월 10일, 마이클 그레이프는 캘리포니아 라 홀라 플레이하우스와 함께 폴 지어마티가 카미유 역을 맡은 서부 초연을 올렸다. 뉴욕 전문 초연은 1997년 10월 27일 클래식 스테이지 컴퍼니에서 데이비드 에스비욘슨이 연출하고 엘리자베스 마블이 테레즈 역을 맡아 이루어졌다. 로스앤젤레스 초연은 찰리 스트래튼이 연출하고 레슬리 호프가 테레즈 역을 맡았다.
2014년 영국 뮤지컬 《테레즈 라캥》은 크레이그 애덤스가 작곡하고 노나 셰퍼드가 대본과 가사를 맡았으며, 줄리 애서턴이 테레즈 역, 타라 휴고가 마담 역, 제레미 레가트가 카미유 역, 벤 루이스/그렉 바넷이 로랑 역을 맡았다. 핀버러 극장에서의 매진 공연 이후 시어터 벤치 프로덕션은 핀스버리 파크의 파크 시어터로 이전했으며 웨스트엔드 프레임 상 후보에 올랐다. 캐스트 레코딩은 2015년에 발매되었다.

### 영화 및 텔레비전
소설의 영화와 텔레비전 각색 작품은 다음과 같다.
- 《테레즈 라캥》(1915년), 니노 마르톨리오가 연출한 이탈리아 무성영화

- 《테레즈 라캥》(1928년), 독일 영화

- 《테레즈 라캥》(1950년), 소니아 드레스델이 테레즈 역을 맡은 BBC 각색 작품

- 《테레즈 라캥》(1953년), 시몬 시뇨레 주연

- 《테레즈 라캥》(1956년), 독일 TV 영화

- 《테레즈 라캥》(1965년), 스웨덴 TV 영화

- 《테레즈 라캥》(1966년), 독일 TV 영화

- 《테레사 라킨》(1977년), 멕시코 TV 시리즈

- 《테레즈 라캥》(1979년), 벨기에 TV 영화

- 《테레즈 라캥》(1980년), 케이트 넬리건이 테레즈 역, 브라이언 콕스가 로랑 역, 앨런 릭먼이 비달(소설에서는 이름이 없는 로랑의 화가 친구) 역을 맡은 BBC 시리즈

- 《테레즈 라캥》(1985년), 이탈리아 미니시리즈

- 《박쥐》(2009년), 《테레즈 라캥》의 여러 줄거리 요소를 차용한 박찬욱 감독의 한국 공포 영화

- 《테레즈 라캥》(2013년), 엘리자베스 올슨이 테레즈 역, 제시카 랭이 라캥 부인 역, 오스카 아이작이 로랑 역, 톰 펠튼이 카미유 역을 맡고 찰리 스트래튼이 연출한 미국 영화

- 《록트 인》(2023년), 《테레즈 라캥》의 현대적 해석을 담은 심리 스릴러

### 라디오
- 《테레즈 라캥》(1998년), 안나 매시가 테레즈 역을 맡은 BBC 라디오 4 라디오 각색 작품

- 《테레즈 라캥》(2009년), 샬럿 라일리가 테레즈 역, 앤드류 버컨이 로랑 역을 맡은 BBC 라디오 4 "클래식 시리얼" 2부작 각색 작품

## 출판 이력
- 1867년, 프랑스, 라크루아 출판사, 1867년 12월, 양장본

### 영어 번역본
- 1881년 메리 닐 셔우드
- 1886년 어니스트 알프레드 비즈텔리
- 1902년 에드워드 비즈텔리
- 1962년 레너드 W. 탄콕(펭귄 클래식스)
- 1992년 앤드류 로스웰(옥스퍼드 월드 클래식스)
- 1995년 로빈 버스(펭귄 클래식스)
- 2013년 아담 소프(빈티지, 랜덤하우스)

### 한국어 번역본
- 2003년 박이문(문학동네)
- 2021년 진형준(편역, 살림)
- 2023년 윤미연(윌북)